# Alla corte di Alice
Alla corte di Alice (This Is Wonderland) è una serie televisiva canadese andata in onda su CBC Television dal 2004 al 2006.
Alla corte di Alice è una serie drammatica con elementi da commedia, o un comedy-drama: creata dallo sceneggiatore George F. Walker, dal suo collaboratore Dani Romain e da Bernard Zukerman, produttore canadese laureato alla Scuola di Legge di Osgoode Hall, venne girata nel vecchio municipio di Toronto.

## Trama
Alice De Raey, interpretata da Cara Pifko, è un giovane avvocato penalista appena uscito dalla Scuola di Legge di Osgoode Hall ed immersa in un sistema giudiziario caotico. Alice incontra personaggi che vanno dal disperato al bizzarro ma, facendo forza sulla sua apertura mentale, disponibilità e tenacia, prosegue in quel lavoro che ne mette a dura prova pazienza e compassione.
Assieme all'educazione di Alice al mondo reale della giustizia penale, caratteristica peculiare della serie è il trattamento rispettoso sia dello stress che devono subire imputati, giudici ed avvocati che affrontano le contraddizioni del sistema che la natura multiculturale della società di Toronto. Il linguaggio e le barriere culturali regolarmente diventano protagonisti dei casi, portando l'attenzione dello spettatore sulla capacità del sistema giudiziario di rispondere ai bisogni di una società in cambiamento.

## Personaggi
- Alice De Raey (39 episodi, 2004-2006), interpretata da Cara Pifko.
- Elliot Sacks (39 episodi, 2004-2006), interpretato da Michael Riley, collega di Alice e sofferente di crisi maniacali.
- James Ryder (39 episodi, 2004-2006), interpretato da Michael Healey.
- Nancy Dao (38 episodi, 2004-2006), interpretata da Siu Ta.
- C.A. Pamela Menon (23 episodi, 2004-2006), interpretata da Kathryn Winslow.
- Anil Sharma (8 episodi, 2005-2006), interpretato da Vik Sahay, inesperto avvocato difensore.
- Larissa Munoz (7 episodi, 2004), interpretato da Alexandra Castillo.
- Jason Fisher (7 episodi, 2005-2006), interpretata da Cameron Lewis.
- Cameron Tiernay (6 episodi, 2005-2006), interpretato da Rick Roberts.
- Trish De Raey (6 episodi, 2004-2006), interpretata da Angela Asher.
- Jack Angel (6 episodi, 2005-2006), interpretato da Ron Lea.
- C.A. David Kaye (5 episodi, 2004-2006), interpretato da Tom Rooney.
- Zona Robinson (5 episodi, 2004-2006), interpretata da Yanna McIntosh.
- Rosemary (5 episodi, 2004-2005), interpretata da Catherine Fitch.

## Episodi
La prima stagione è iniziata nel 2004, la seconda il 25 gennaio 2005 e la terza stagione il 23 novembre 2005, due mesi dopo la messa in vendita del dvd con la prima stagione. Il 13 febbraio 2006, la CBC non ha ordinato una quarta stagione, ponendo quindi fine allo show: l'episodio finale è andato in onda il 15 marzo.
| Stagione         | Episodi | Prima TV originale |
| ---------------- | ------- | ------------------ |
| Prima stagione   | 13      | 2004               |
| Seconda stagione | 13      | 2005               |
| Terza stagione   | 13      | 2005-2006          |

## Premi
Durante tre stagioni, la serie ha ottenuto rispettivamente 15 nomination ai Gemini Award nel 2004, 12 nel 2005 e 11 nel 2006, vincendone 1 nel 2004 e 3 nel 2005. Inoltre, la serie si è aggiudicata il Writers Guild of Canada Award per la miglior serie drammatica nel 2005, ottenendo una nomination nella medesima categoria l'anno successivo.